# Жолков Борис Михайлович
Борис Михайлович Жолков (27 березня 1913, Одеса — 1973, Київ, УРСР) — радянський український організатор кіновиробництва. Член Спілки кінематографістів України.

## Біографія
Народився 1913 року в Одесі в родині службовця.
Навчався на театрознавчому факультеті Київського інституту театрального мистецтва імені І. Карпенка-Карого.

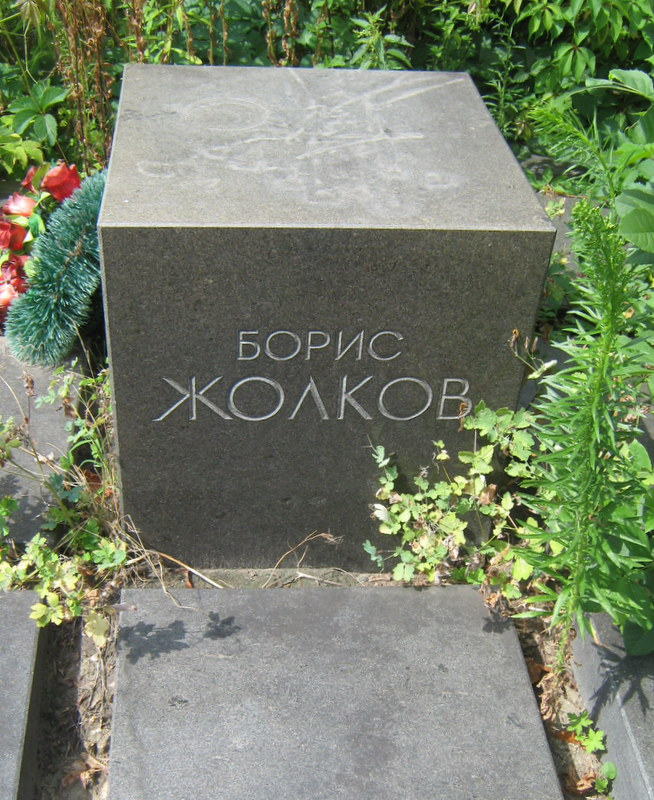
Могила Бориса Жолкова

В 1927—1932 і 1933—1953 роках був на адміністративній роботі у театрах і концертних організаціях, а в 1932—1933 рр. — працював на Одеській студії художніх фільмів.
У 1953 р. перейшов на Київську кіностудію імені О. П. Довженка: був директором знімальних груп та директором Творчого об'єднання телевізійних стрічок.
Загинув в автокатастрофі в 1973 році.
Похований в Києві на Байковому кладовищі (ділянка № 1).

## Фільмографія
Брав участь у створенні кінокартин:
1. 1955: «Мати»
2. 1956: «Безвісти зниклий»
3. 1958: «Сашко»
4. 1960: «Врятуйте наші душі»
5. 1961: «Артист із Коханівки»
6. 1962: «В мертвій петлі» (1962)
7. 1965: «Перевірено — мін немає» (1965)
8. 1969: «Серце Бонівура» (1969)
9. 1970: «Пізня дитина» (1970) та ін.